# جیمز تی. مورهاد
جیمز تی. مورهاد (به انگلیسی: James T. Morehead) سناتور سابق عضو حزب ویگ بود. وی در سال ۱۸۴۱ تا ۱۸۴۷ میلادی سناتور ایالت کنتاکی در سنای ایالات متحده آمریکا بود.